# Félix Paredes (escritor)

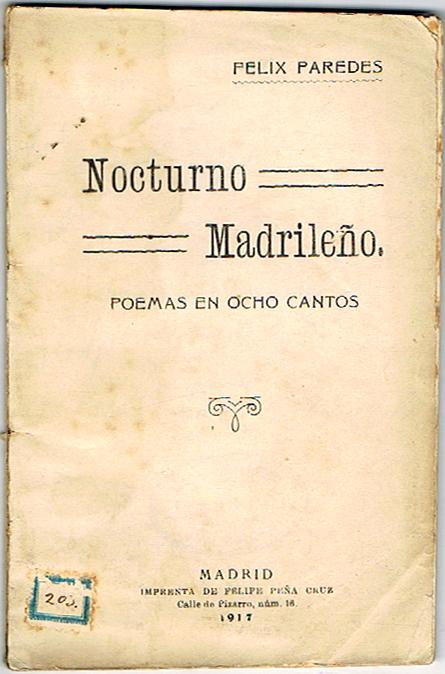
Portada del segundo libro de poemas de Félix Paredes, a la fecha, única edición de la obra.

Félix Paredes Martín (Madrid, 1894 - ?) fue un poeta y periodista español del siglo XX, considerado uno de los más prolíficos cultivadores del romance durante la Guerra civil española y una de las mayores figuras de la poesía anarquista de este periodo.

## Biografía
Se inició desde muy joven en las letras, bajo la guía del escritor Eduardo Zamacois, quien prologó su primer volumen de poemas, Juventud, cuando Félix Paredes contaba apenas veinte años de edad. Tres años después, en 1917, apareció su segundo poemario, Nocturno madrileño. Escribió canciones y algunos cuplés, entre los cuales se conserva registro sonoro de Hungría en la Biblioteca Digital Hispánica. Su actividad más trascendente la realizó a través de sus composiciones poéticas de ideología anarquista, desde los diferentes órganos de difusión de la Confederación Nacional del Trabajo (CNT) durante la Guerra civil, siguiendo la tradición lírica popular, como el romance.
Trabajó como redactor y colaborador en numerosas publicaciones, como El Liberal, El Heraldo y La Libertad, para los cuales elaboró entrevistas, artículos y reseñas culturales e intelectuales. Entre 1925 y 1928, entrevistó a diversas personalidades para la revista argentina Caras y caretas en su sección “Notas hispanoamericanas”. En la década de 1920 se afilió a la CNT y se desempeñó hasta 1935 como secretario de redacción del periódico La Tierra, de Madrid, de filiación anarquista. Tras un atentado a la redacción de La Libertad se trasladó a Valencia con su familia, donde se incorporó al diario cenetista Fragua social, teniendo a su cargo la sección “Lírica de Fragua social”. Durante la contienda colaboró con sátiras (como “Profesor de traiciones”, dirigido contra Gregorio Marañón), poemas y romances de inspiración social, en diversas publicaciones periódicas auspiciadas por la CNT, como el diario de la CNT, CNT Manchega, CNT del Norte, El Criticón (semanario), Esfuerzo, Frente libertario, Nosotros y Libre-Studio. También colaboró en Mi Revista y El Mono azul.
En 1933 el Juicio por parricidio de Hildegart Rodríguez declararon como testigos Clara Campoamor y otras personalidades de la época como el diputado Eduardo Barriobero Herrán, el periodista Mariano Sánchez Roca, el poeta anarquista Félix Paredes Martín o los escritores Eduardo de Guzmán Espinosa y Ezequiel Enderiz .

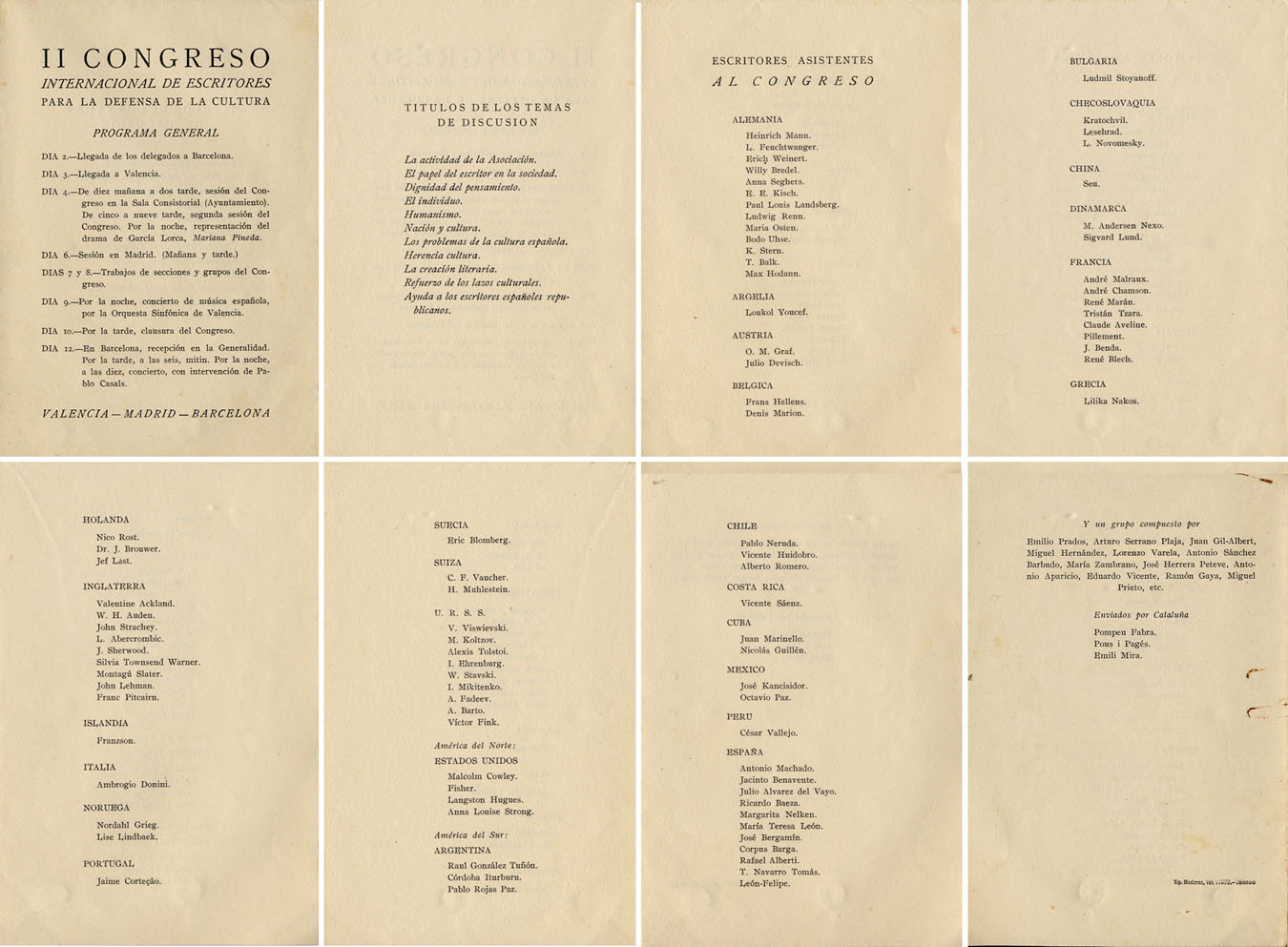
II Congreso internacional de escritores para la defensa de la cultura.

Dada su actividad cotidiana en Fragua social, se le considera uno de los más prólificos poetas anarquistas del bando republicano, siendo así el autor del cual se incluyeron más composiciones (27 en total) en el magno Romancero general de la guerra de España, compilado por Emilio Prados y organizado por Antonio Rodríguez-Moñino, publicado en 1937 bajo el sello de Ediciones Españolas, a propósito del II Congreso Internacional de Escritores para la Defensa de la Cultura convocado por la Alianza de Intelectuales Antifascistas en Valencia. Algunos de estos textos, como el emblemático romance de “Encarnación Jiménez”, figuran en la reedición que hizo de este romancero Rafael Alberti, así como en otras antologías de la misma temática, y han sido traducidos al inglés y el francés. En 1938 publicó Mientras aúlla la hiena fascista, una selección de los poemas aparecidos en Fragua social.
En Valencia participó también en los festivales culturales que entre 1936 y 1938 organizó el comité local de la Federación Ibérica de Juventudes Libertarias. En uno de estos festivales, en 1937, el grupo teatral de las Juventudes Libertarias de Valencia interpretó a manera de declamación colectiva su poema dramático “Friso de la victoria”, bajo la dirección de Oscar Blum.
Hecho prisionero en el puerto de Alicante al finalizar la guerra, fue condenado a muerte junto con otros redactores de La Libertad, incluido Eduardo Haro Delage, por encontrársele “responsabilidad intelectual en la lucha política”; sin embargo, la pena le fue conmutada por el encarcelamiento. Durante su estancia en la Prisión Central de San Miguel de los Reyes, en Valencia, colaboró en el semanario Redención de la Asociación Católica Nacional de Propagandistas (ACNdP), que tenía como objetivo “purificar” a los presos políticos y exaltar al nuevo régimen franquista. Con textos publicados por los reclusos en la sección poética de Redención, el Patronato de Redención de Penas por el Trabajo celebró el primer aniversario del semanario con la publicación de una antología, Musa redimida. Poesías de los presos en la nueva España, donde llaman la atención la inclusión de dos composiciones del poeta más representado en el Romancero… republicano: “Gratitud al Caudillo” y “Marcha de Tanhauser”.
En 1944 fue indultado y, tras su excarcelamiento, se trasladó a Madrid. A partir de 1945 no se cuenta con información sobre su paredero.

## Obras
- Juventud. Poesías, prólogo de Eduardo Zamacois y epílogo de Andrés Pérez Faraudo (Madrid: Imp. de José Izquierdo, 1914).
- Nocturno madrileño. Poemas en ocho cantos (Madrid: Imp. de Felipe Peña Cruz, 1917).
- Mientras aúlla la hiena fascista. Versos de guerra y de triunfo (Valencia: Libre-Studio, 1938).